# روشنابدر
روشنابدر روستایی از بخش مرکزی شهرستان طالقان در استان البرز ایران است. اهالی این روستا تات‌زبان هستند.

## جمعیت
این روستا در دهستان پایین طالقان قرار دارد و براساس سرشماری مرکز آمار ایران در سال ۱۳۸۵، جمعیت آن ۳۶ نفر (۱۴خانوار) بوده‌است.